# Narumonda I
Narumonda I is een bestuurslaag in het regentschap Toba Samosir van de provincie Noord-Sumatra, Indonesië. Narumonda I telt 644 inwoners (volkstelling 2010).